# Velika nagrada Sakhira
Velika nagrada Sakhira je automobilistička utrka Formule 1 koja se prvi i jedini put održala 2020. na stazi u Bahreinu, ali koristeći drugačiji layout od one utrke za Veliku nagradu Bahreina. Utrka je uvrštena u kalendar tijekom 2020., nakon niza otkazivanja drugih utrka Formule 1 zbog pandemije koronavirusa, a ime je dobila po regiji gdje se nalazi staza.
Utrka je bila obilježena Hamiltonovim nenastupanjem na utrci zbog pozitivnog nalaza na COVID-19, te ostvarenje prve pobjede u karijeri za Sergia Péreza.

### Pobjednici
| Godina | Vozač        | Bolid                     | Lokacija |
| ------ | ------------ | ------------------------- | -------- |
| 2020.  | Sergio Pérez | Racing Point-BWT Mercedes | Sakhir   |